# Драго Пргомет
Драго Пргомет (Жеравац, 25. мај 1965) је хрватски оториноларинголог, универзитетски професор и политичар. Заменик председника је у Хрватској демократској заједници и професор на Универзитету у Загребу.

## Биографија
Рођен је у породици са седморо браће и сестара у Жеравац код Дервенте (СР БиХ, СФРЈ). Отац је био радник на железници, а мајка домаћица. Отац је умро када је имао шест година.
Након завршеног средњошколског образовања у Дервенти, уписао је медицину на Универзитет у Бањој Луци. Дипломирао је медицину најпре у Бањој Луци, а потом и у Загребу. Магистрирао је и докторирао на Универзитету у Загребу. Обавезни лекарски стаж одрадио је у Медицинском центру у Славонском Броду 1990. године. Специјализовао је оториноларингологију у Општој болници Славонски Брод и Оториноларинголошкој клиници Шалата у Загребу. Након положеног специјалистичког испита, наставља радити на Оториноларинголошком одељењу болнице у Славонском Броду.
Као члан хрватске народне заштите, од априла 1991. године учествује у заштити цивилних објеката у Славонском Броду. Био је лекар добровољац. Од септембра 1991. године био је лекар батаљона на западнославонском ратишту, а током љета 1992. године начелник санитета ОГ Источна Посавина. Током једне ослободилачке акције крајем 1991. године, при евакуацији рањеника, страдао јеу минском пољу при активирању мина санитетским возилом. Био је чланом хрватског санитетског штаба. Током операције Олуја, као начелник санитета 108. бригаде Хрватске војске, био је распоређен на осигурању источних граница Републике Хрватске.
Од 1997. године радник је Министарства одбране Републике Хрватске где је начелник Управе за здравство. У исто време, у складу са уговором Министарства и Клиничко-болничког центра Загреб, ради на Клиници за болести уха, носа и грла и хирургију главе и врата Медицинског факултета у Загребу на коју трајно прелази 2000. године. За начелника исте клинике изабран је 2006. године.
Члан је Управног већа КБЦ Загреб као представник стручног колегијума. Ванредни је професор Медицинског факултета у Загребу и Осијеку. Руководилац је колегија из фонијатрије на Рехабилитацијски-едукацијском факултету. Оснивач и бивши председник је Хрватског друштва за војну медицину. Оснивач и председник је Хрватског друштва за туморе главе и врата.
Председник је Управног већа Хрватског медицинског журнала. Гост уредник је још у два часописа. Објавио је, као уредник или коаутор, 10 књига, монографија и зборника радова. Аутор је педесетак стручних и научних радова у међународним часописима. Одржао је преко 100 предавања у Хрватској и иностранству. Усавршавао се на клиникама у Риму, Пизи, Лондону, Амстердаму и Њујорку.
У браку је са супругом Сањом од 1997. године с којом има двоје деце. Од исте године живе у Загребу. Власник је акција у Подравки и Хрватском телекому.
Брат Мијо такође је политичар, потпредседник је Хрватске странке пензионера.

### Политичка каријера
Члан је Хрватске демократске заједнице од 1996. године. Био је члан градског и жупанијског одбора Странке у Славонском Брод те члан Надзорног одбора Странке.
Био је одборник скупштине Бродско-посавске жупаније од 1997. до 2000. године. На парламентарним изборима 2003. године изабран је у Хрватски сабор. Током мандата био је члан Одбора за рад, социјалну политику и здравство и Одбора за усељеништво. Ради усавршавања прекинуо је поаланички мандат у мају 2006. године. Као посланик био је и политички колумнист у недељнику Посавска Хрватска.
На унутарстраначким изборима 20. маја 2012. године изабран је за заменика председника ХДЗ-а.